# Stronghold (album)
Stronghold è il quarto album della symphonic black metal band austriaca Summoning. Alla registrazione dell'album ha partecipato anche Tania Borsky, allora fidanzata di Protector. È il primo album del gruppo a presentare degli audio-clip, tratti dai film Braveheart e Legend.

## Lista tracce
1. Rhûn (3:25)
2. Long Lost to Where No Pathway Goes' (7:23)
3. The Glory Disappears (7:49)
4. Like Some Snow-white Marble Eyes (7:19)
5. Where Hope and Daylight Die (6:28)
6. The Rotting Horse on the Deadly Ground (8:25)
7. The Shadow Lies Frozen on the Hills (7:01)
8. The Loud Music of the Sky (6:47)
9. A Distant Flame Before the Sun (9:43)

## Formazione
- Protector - voce, chitarra, tastiere
- Silenius - voci, tastiere

## Ospiti
- Tania Borsky - voce nella traccia 5